# پری‌بیوتیک
پری‌بیوتیک‌ها (به انگلیسی: Prebiotic) ترکیباتی در غذا هستند که باعث رشد یا فعالیت میکروارگانیسم‌های مفیدی مانند باکتری‌ها و قارچ‌ها می‌شوند. رایج‌ترین محیط اثری که در نظر گرفته می‌شود، دستگاه گوارش است، جایی که پری‌بیوتیک می‌توانند ترکیب ارگانیسم‌ها را در میکروبیوم روده تغییر دهند.
پری‌بیوتیک‌های غذایی یا خوراکی معمولاً ترکیبات فیبری غیرقابل هضم هستند که بدون هضم از قسمت بالایی دستگاه گوارش (قسمت بالایی شامل دهان، مری، معده و دوازدهه است) عبور می‌کنند و با عمل به عنوان بستری برای زندگی آنها به رشد یا فعالیت باکتری‌های مفید در روده بزرگ کمک می‌کنند. آنها اولین بار توسط مارسل روبرفروید (Marcel Roberfroid) در سال ۱۹۹۵ شناسایی و نامگذاری شدند بسته به حوزه قضایی، پری‌بیوتیک‌ها ممکن است به عنوان افزودنی‌های غذایی برای مقاصد یا ادعاهای بهداشتی که برای اهداف بازاریابی ایجاد می‌شود، بررسی نظارتی داشته باشند. پری‌بیوتیک‌های رایج مورد استفاده در تولید مواد غذایی شامل بتا‌-گلوکان (beta-glucan) از جو دوسر، نشاسته مقاوم (resistant starch) از غلات و لوبیا و اینولین از ریشه کاسنی می‌باشد.

## تعریف
تعریف پری بیوتیک‌ها و مواد غذایی که می‌توانند تحت این طبقه‌بندی قرار گیرند، از اولین تعریف آن در سال ۱۹۹۵ تکامل یافته‌است در اولین تعریف، اصطلاح پری‌بیوتیک‌ها برای اشاره به مواد غذایی غیرقابل هضم استفاده می‌شد که از طریق تحریک انتخابی باکتری‌های خاص در روده بزرگ برای میزبان مفید بودند. تحقیقات بیشتر نشان داد که تحریک انتخابی از نظر علمی ثابت نشده‌است. در نتیجه تحقیقاتی توسط انجمن علمی بین‌المللی پروبیوتیک‌ها و پری‌بیوتیک‌ها (ISAPP) در سال ۲۰۱۶ که نشان می‌داد پری‌بیوتیک‌ها می‌توانند بر میکروارگانیسم‌های خارج از روده‌بزرگ تأثیر بگذارند، تعریف زیر را از پری بیوتیک‌ها ارائه کردند: بستری که به‌طور انتخابی توسط میکروارگانیسم میزبان استفاده می‌شود و دارای منفعت یا فایده برای سلامتی باشد. در سال ۲۰۲۱، انجمن جهانی پری‌بیوتیک (GPA) یک پری‌بیوتیک را به عنوان یک محصول یا ماده ای تعریف کرد که در میکروبیوتا به مصرف می‌رسد و برای سلامتی یا عملکرد بدن مفید است.
ترکیباتی که می‌توانند به عنوان پری‌بیوتیک طبقه‌بندی شوند نیز باید معیارهای زیر را داشته باشند:
- غیرقابل هضم و مقاوم به تجزیه توسط اسید معده و آنزیم‌های موجود در دستگاه گوارش انسان
- فقط توسط میکروارگانیسم‌ها در بدن تخمیر شوند
- تحریک کننده رشد و فعالیت باکتری‌های مفید باشند

### مکانیسم اثر
مکانیسم اثر اصلی تخمیر است که توسط آن پری‌بیوتیک توسط باکتری‌های مفید در روده بزرگ استفاده می‌شوند. بیفیدوباکتریا و لاکتوباسیلوس هر دو جمعیت باکتریایی هستند که از متابولیسم ساکارولیتیک برای تجزیه بستر یا محل زندگی خود استفاده می‌کنند. ژنوم بیفیدوباکتر حاوی ژن‌های بسیاری برای کد کردن (encode) آنزیم‌های تغییر دهنده کربوهیدرات و همچنین ژن‌هایی برای کد کردن  جذب پروتئین‌های کربوهیدرات می‌باشد. وجود این ژن‌ها نشان می‌دهد که بیفیدوباکتری‌ها حاوی مسیرهای متابولیکی خاصی هستند که برای تخمیر و متابولیسم الیگوساکاریدهای مشتق شده از گیاه یا پری‌بیوتیک‌ها تخصصی هستند. این مسیرها در بیفیدوباکتریا در نهایت اسیدهای چرب با زنجیره کوتاه تولید می‌کنند که نقش‌های فیزیولوژیکی متنوعی در عملکردهای بدن دارند.